# Benno Erdmann

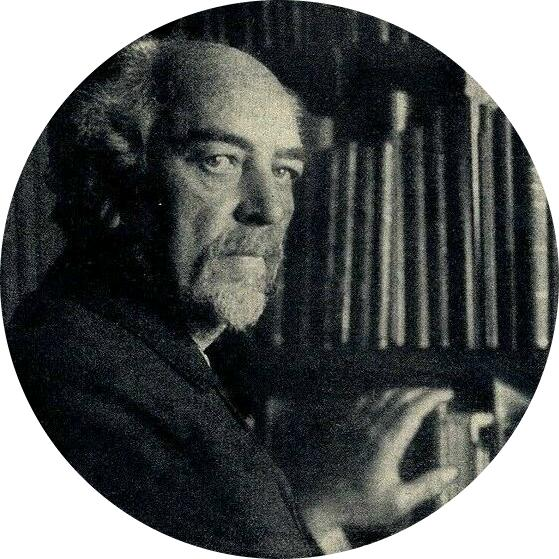
Benno Erdmann (1906). Foto von Aura Hertwig

Benno Erdmann (* 30. Mai 1851 in Guhrau, Niederschlesien; † 7. Januar 1921 in Berlin) war ein deutscher Philosoph. Als Lehrstuhlinhaber fünf preußischer Universitäten befasste er sich mit Logik und Psychologie.

## Leben
Als Sohn eines freichristlichen Predigers studierte Erdmann an der Friedrich-Wilhelms-Universität zu Berlin und der Ruprecht-Karls-Universität Heidelberg. Heymann Steinthal, Hermann von Helmholtz, Hermann Bonitz und Eduard Zeller waren prägende Lehrer. Zeller und Bonitz vermittelten ihm Methodenkenntnisse für seine historischen Forschungen. Helmholtz und Bonitz beeinflussten seine späteren psychologischen Veröffentlichungen. 1873 promovierte er in Berlin zum Dr. phil. mit der Dissertation: Über die Stellung des Dinges an sich in Kants Ästhetik und Analytik. Er begründete damit die historisch-genetische Kantforschung. Die bisher überwiegend praktizierte Methode, Kant vor allem als Garant für eigene Ideen zu zitieren, wurde so erweitert.
Mit seiner Habilitation begann eine steile Universitätskarriere. Helmholtz schlug die Publikation Die Axiome der Geometrie (1877) als Grundlage der Habilitation vor. Seit 1876 war er Privatdozent und ging 1878 als a.o. Professor an die Christian-Albrechts-Universität zu Kiel. 1879 erhielt er einen Lehrstuhl. 1884 folgte er dem Ruf der Schlesischen Friedrich-Wilhelms-Universität zu Breslau. Er wechselte 1890 an die Friedrichs-Universität Halle und 1898 an die Rheinische Friedrich-Wilhelms-Universität Bonn. Für das akademische Jahr 1907/08 wurde er zum Rektor gewählt. In seiner Antrittsrede am 18. Oktober 1907 befasste er sich mit den Funktionen der Phantasie im wissenschaftlichen Denken. Als er 1909 nach Berlin zurückgekehrt war, wurde er auch dort zum Rektor gewählt. Am 27. Januar 1914 sprach er Ueber den modernen Monismus. Als Mitglied der Königlich-Preußischen Akademie der Wissenschaften leitete er nach dem Tode Wilhelm Diltheys ihre Werkausgabe von Immanuel Kant und Gottfried Wilhelm Leibniz.
Die Hauptbedeutung Erdmanns liegt in seinen Arbeiten zur Geschichte der Philosophie, vor allem der neuzeitlichen Philosophie, ibs. Kants. Hier fasste er als erster den Plan, die Kontroversen über die richtige Interpretation der kantischen Philosophie, speziell der Kritik der reinen Vernunft, durch eine historisch getreue Rekonstruktion des Entwicklungsganges des Kantischen Denkens zu schlichten. Die kontroverse Kantinterpretationen seiner Zeit ließen sich dadurch nicht beschwichtigen. Einzelne, u. a. Erich Adickes, widersprachen seiner historischen Darstellung und wiesen ihm Irrtümer nach, weil er bestimmte Interpretationen als zutreffend voraussetze.  Erdmann widmete sich systematischen Fragen der Erkenntnistheorie und der Logik. Die allgemeine Gültigkeit von logischen Gesetzen beantwortet er ähnlich wie John Stewart Mill mit der These, aus der Denknotwendigkeit logischer Gesetze folge nicht deren absolut allgemeine Gültigkeit. Damit widersprach er Edmund Husserl. Er veröffentlichte zahlreiche Untersuchungen zu erkenntnis- und wahrnehmungspsychologischen Fragen. Sein Hauptwerk auf diesem Gebiet ist „Grundzüge der Reproduktionspsychologie“ von 1920.
Zu seinen Kindern zählten Lothar Erdmann, Rilkes Korrespondenzpartnerin Ilse Erdmann (1879–1924) und Käthe Erdmann (1882–1952), die Friedrich Brie heiratete.

## Schriften
- Martin Knutzen und seine Zeit. 1876
- Die Axiome der Geometrie, eine philosophische Untersuchung der Riemann-Helmholtz’schen Raumtheorie. Voss, Leipzig 1877
- Kant’s Kriticismus in der ersten und in der zweiten Auflage der Kritik der reinen Vernunft. 1878
- Logik. Bd. 1. Logische Elementarlehre. Halle: Niemeyer 1892 (Rezension dazu von Bernard Bosanquet im Mind (1892): N.S. No. 2)
- Abhandlungen zur Philosophie und ihrer Geschichte. 1893
- Psychologische Untersuchungen über das Lesen auf experimenteller Grundlage. 1898
- Die Psychologie des Kindes, und die Schule 1901
- Historische Untersuchungen über Kants Prolegomena. 1904
- Über Inhalt und Geltung des Kausalgesetzes 1905
- Umrisse zur Psychologie des Denkens. 1908
- Über den modernen Monismus 1914